# Вейсман фон Вейсенштейн
Вейсман фон Вейсенштейн — баронский род.
Происходит от доктора прав Михаила Вейсмана, возведённого в дворянское достоинство Римским императором Матвеем II 18 января 1615 года.
- Густав-Эммануэль фон Вейсман, полковник, смотритель работ на реке Западной Двине (1764—1784)[1], и Франц-Готгард фон Вейсман (ум. 1807), подполковник артиллерии при Второй крымской армии (впоследствии — генерал-майор) — дворяне Священной Римской Империи, возведены в баронское достоинство Российской Империи на основании Именного Высочайшего Указа от 26.01.1772 с проименованием Вейсман фон Вейсенштейн и на указанное достоинство жалованы дипломом 24.09.1772.
- Отто-Адольф (Оттон Иванович) фон Вейсман (1726—1773) — генерал-майор, дворянин Священной Римской Империи, возведён в баронское достоинство Российской Империи на основании Именного Высочайшего Указа от 26.01.1772 с проименованием Вейсман фон Вейсенштейн и на указанное достоинство жалован дипломом 24.09.1772.

## Родословная
- Густав-Эммануэль фон Вейсман, затем барон Вейсман фон Вейсенштейн (род. 1729, ум. 1800[1]). Жена: Анна-Елизавета фон Штрокирх (Anna Elisabet von Strokirch, род. 1743, ум. ?), дочь Людвига-Йохана фон Штрокирх (Ludvig Johan von Strokirch, род. 1707, ум. 10.02.1752) и Марии-Елизаветы, урожд. фон. Гуден (Maria Elisabet von Huden).

## Описание герба
Прямостоящий червлёный щит, в котором является с вершины до подошвы щита серебряная опрокинутая, треугольная, с выкруженными выемками, пирамида, которая в себе заключает большой стальной, прямостоящий инструмент, называемый урбингер, с вызолоченной рукояткой; по сторонам пирамиды, в червлёном же поле представляются две белые розы с золотыми их шипиками.
На щите стоит золотой с красным цветом шлем, венчанный золотой короной, из которой выходит до пояса человек, имеющий лицо естественного цвета с русой бородой и распущенными такими же волосами, в длинном серебряном кафтане, с красным воротником, такого же цвета обшлагами, с поясом и двенадцатью красными же пуговицами, левой рукой стоит подпершись, а правой держит на плече золотого цвета галлебарду со стальным остриём, на голове имеет старинную шапку, каковую прежде нашивали язычники, с выгнутым назад концом, с белой кистью, опушка у шапки белого полотна с привешенными по обеим сторонам украшениями червлёного цвета, подложенная белым, к которому ещё прибавляем в вершину щита в голубом поле данную ему от Нас в знак храбрости его натурального цвета медную пушку на красном лафете, над ней три выходящие, пятиконечные, золотые звезды, изъявляющие его превышающие достоинства.
На весь щит поставлены три шлема, из коих средний стальной с серебряными закраинами, и коронованный обыкновенной баронской короной, из которой выходят два чёрные орлиные, распущенные крыла с поставленной золотой звездой посередине, подобной тем, которые в гербе, оказывающие милость Нашу и покровительство, по сторонам золотые шлемы, украшенные прежней их короной.